# 共青路
共青路是中華人民共和國上海市楊浦區復興島上的一條南北走向道路，北起海安路，南至定海路橋。全長2300米。始建於1937年，道路曾先後起名為復興島路、浚浦局西路。1956年，有中共共青團員參與整修道路，故更名為共青路。道路沿途有復興島公園和復興島站。